# Sitio de Viena
El Primer Sitio de Viena, en 1529, marcó el apogeo de la invasión otomana de Europa central por las tropas turcas comandadas por el sultán Solimán el Magnífico.

## Antecedentes
El sultán Solimán el Magnífico accedió al trono en 1520, y pidió al rey Luis II de Hungría que le rindiera tributo. El joven rey húngaro hizo matar a los embajadores como respuesta. Solicitó apoyo al emperador Carlos V, pero este tenía comprometidas sus tropas en Italia en respuesta a las agresiones de Francisco I de Francia, quien había prometido en carta escrita al sultán turco estando preso en Madrid que abriría un segundo frente en el oeste de Europa para que los otomanos avanzaran por el este.
El archiduque Fernando de Austria (1503-1564, emperador del Sacro Imperio Romano Germánico con el nombre Fernando I desde 1558), hermano menor de Carlos V, reclamó el trono y fue elegido rey de Hungría después de la muerte de su cuñado Luis II en la batalla de Mohács el 28 de agosto de 1526, lo que provoca una invasión turca en el otoño de 1529. El 27 de septiembre de ese año las tropas otomanas iniciaron el asedio de Viena, capital del archiducado de Austria. Se desconoce con precisión el número de efectivos, y las estimaciones van desde 90 000 hasta 200 000 hombres. Entre ellos estaban los jenízaros, el cuerpo de elite de las tropas otomanas.

## Desarrollo
Los defensores austriacos de la ciudad (entre 17 000 y 24 000) recibieron poca ayuda exterior, aunque a la postre fue relevante. Esta se componía de tropas venidas de distintos lugares de Europa, pero tenía su núcleo fuerte en 1500 lansquenetes alemanes dirigidos por el conde Nicolás de Salm, veterano de la batalla de Pavía, y 700 arcabuceros españoles (provenientes en su mayoría de la villa castellana de Medina del Campo y alrededores) enviados por la reina viuda María de Hungría, hermana de Fernando y Carlos. Estos tiradores destacaron en la defensa de la zona norte, impidiendo al enemigo establecerse en las vegas del Danubio junto a la ciudad.
Por parte otomana, a pesar de su superioridad numérica, el ejército estaba mal equipado para un asedio y su tarea fue obstaculizada por la nieve y las inundaciones. Nicolás de Salm ordenó almacenar en la ciudad todas las provisiones disponibles, quemar todas las edificaciones exteriores a la antigua y desgastada muralla de la ciudad, reforzar esta, levantar empalizadas en los límites con el Danubio y la salida de la ciudad de los habitantes que no pudieran contribuir a su defensa (niños, mujeres, ancianos y clérigos). Para evitar que el rebote de los disparos hiriera a los defensores, hizo levantar los pavimentos de piedra de la ciudad y edificar con ellos una segunda muralla dentro de la antigua.
Las constantes lluvias impidieron que los musulmanes utilizaran con efectividad las armas de fuego, que habían contribuido a las tomas de Constantinopla, Rodas y Belgrado. Los jenízaros intentaron en varias ocasiones asaltar las brechas de la muralla sur, pero las alabardas de los lansquenetes alemanes y los arcabuceros españoles allí apostados les cerraron el paso (de los 700 sobrevivieron 250, llegando a hacer salidas para perseguir a los atacantes, como el 29 de Septiembre cuando cargaron sobre tropas turcas, acabando 1500 ahogados en el Danubio). Por primera vez desde su formación como cuerpo militar, los jenízaros se quejaron de perder sus vidas sin nada a cambio, su primera derrota, y obtuvieron la promesa de donativos para seguir combatiendo. La falta de provisiones, las bajas en los asaltos de la muralla sur (entre 15 000 y 20 000 soldados) y la impotencia hicieron mella en las tropas otomanas.
Solimán se retiró a mediados de octubre a Constantinopla. Nicolás de Salm, que tenía 70 años en el momento del asalto turco, murió en 1530 a consecuencia de las heridas recibidas. Su sarcófago renacentista puede verse en la iglesia Votiva de Viena.

## Nuevos intentos
El sultán quiso intentar de nuevo la conquista de la ciudad en 1532, pero encontró a los defensores apoyados por un gran ejército bajo el mando del hermano de Fernando, el emperador Carlos V, y no pudo acercarse a ella.
Aún se produciría un Segundo sitio en Viena, durante el reinado del emperador Leopoldo I, en el año 1683.